# Ausejo de la Sierra
Ausejo de la Sierra és un municipi espanyol ubicat a la província de Sòria, dins la comunitat autònoma de Castella i Lleó.

## Demografia
| 1991 | 1996 | 2001 | 2004 |
| ---- | ---- | ---- | ---- |
| 64   | 55   | 64   | 63   |